# Stefan Matter
Stefan Matter (* 30. Juni 1987) ist ein Schweizer Telemarker. Er gewann bislang vier Titel bei Telemark-Weltmeisterschaften sowie den Gesamtweltcup 2020.

## Werdegang
Sein Debüt im Telemark-Weltcup gab Stefan Matter am 18. März 2014 im schwedischen Funäsdalen. Dabei erzielte er als 21. des Sprintwettkampfes auf Anhieb Weltcuppunkte. Auch bei den in dieser Saison verbliebenen Weltcupstationen in Geilo und Rjukan trat er an. Am Saisonende belegte er mit 52 Wertungspunkten den 34. Rang im Gesamtweltcup. 2014/15 gehörte Matter zur Stammbesetzung des Schweizer Weltcupteams und ging daher auch bei der Telemark-Weltmeisterschaft 2015 im US-amerikanischen Steamboat Springs an den Start. Sein bestes Resultat bei den Titelkämpfen war ein siebter Platz im Classic. Im Weltcup wurde er Zwölfter der Gesamtwertung.
In der darauffolgenden Saison gelang ihm der Durchbruch in die Weltspitze des Telemark-Weltcups. So erreichte er in einem Parallelsprint im Rahmen des Weltcup-Auftakts in Hintertux als Dritter seine erste Podiumsplatzierung in dieser Wettbewerbsserie. In der Folge gelang es ihm, sich regelmässig unter den besten zehn Athleten zu klassifizieren. Am Saisonende belegte er mit vier Podestplätzen den vierten Platz in der Gesamtwertung. 2016/17 konnte er sich unter den Besten seiner Sportart halten und am 28. Januar 2017 in einem Parallelsprint im slowenischen Krvavec seinen ersten Weltcupsieg erzielen. Das Jahr beendete er erneut auf Rang vier des Gesamtweltcups, zudem wurde er Zweiter der Einzelwertung im Parallelsprint. Sein bis dahin grösster sportlicher Erfolg gelang ihm im Anschluss an die Weltcup-Saison bei der Telemark-Weltmeisterschaft 2017 in La Plagne. Nachdem er am 15. März 2017 zunächst gemeinsam mit Amélie Reymond und Bastien Dayer Weltmeister im Mixed-Team-Parallelsprint geworden und im Einzel-Parallelsprint im Achtelfinale ausgeschieden war, wurde er am 17. März 2017 auch Weltmeister im Classic. Im Sprint einen Tag später verpasste er eine weitere Medaille als Viertplatzierter nur knapp.
Nach dem Gewinn der Silbermedaille im Sprint bei den Schweizer Meisterschaften im Telemark 2017 startete Matter am 1. Dezember 2017 mit einem zweiten Platz im Sprint von Hintertux in die Weltcup-Saison 2017/18. Im weiteren Saisonverlauf konnte er zwei Wettbewerbe für sich entscheiden: Den Classic in Pralognan-la-Vanoise am 13. Januar 2018 und – wie schon im Vorjahr – den Parallelsprint in Krvavec am 8. Februar 2018. Am 17. Februar 2018 wurde er in Sörenberg Schweizer Meister im Sprint. Im Gesamtweltcup platzierte er sich zum dritten Mal in Serie auf dem vierten Rang und gewann punktgleich mit seinem Landsmann Nicolas Michel auch die kleine Kristallkugel im Classicweltcup. 2019 wurde der Weltcup erstmals seit 2012 wieder innerhalb desselben Kalenderjahres ausgetragen. Matter gelangen drei Tagessiege: Am 26. Januar 2019 im Classic von Pralognan-la-Vanoise, drei Tage später im Classic von Pra-Loup sowie am 17. Februar 2019 im Sprint von Krvavec. Die Saison beschloss er hinter dem Norweger Trym Nygaard Løken auf Rang zwei des Gesamtweltcups. Ausserdem gewann er erneut den Disziplinweltcup im Classic und wurde Zweiter des Sprintweltcups. Bei der Telemark-Weltmeisterschaft 2019 in Rjukan wurde er wie schon zwei Jahre zuvor Doppel-Weltmeister: Am 21. März 2019 im Mixed-Team-Parallelsprint in derselben Besetzung wie 2017 und einen Tag später im Sprint. Bei den Schweizer Meisterschaften gewann er am 30. März 2019 ebenfalls im Sprint die Silbermedaille. In der aufgrund der COVID-19-Pandemie verkürzten Weltcup-Saison 2020 gelangen Matter sechs Podiumsplatzierungen, darunter drei Siege im französischen Samoëns. Diese Erfolge reichten letztlich zum Gewinn des Gesamtweltcups. Zum Saisonabschluss wurde er zudem Schweizer Meister im Sprint.

## Statistik

### Telemark-Weltmeisterschaft
- Steamboat Springs 2015: 7. Classic, Achtelfinale Parallelsprint, 15. Sprint
- La Plagne 2017: 1. Mixed-Team-Parallelsprint, 1. Classic, 4. Sprint, Achtelfinale Parallelsprint
- Rjukan 2019: 1. Mixed-Team-Parallelsprint, 1. Sprint, 6. Classic, Sechzehntelfinale Parallelsprint

### Weltcupsiege
In bislang 104 absolvierten Wettkämpfen im Telemark-Weltcup erzielte Matter 34 Podiumsplatzierungen, davon neun Siege (Stand: Saisonende 2020):
| #  | Datum         | Ort                  | Disziplin      |
| -- | ------------- | -------------------- | -------------- |
| 1. | 28. Jan. 2017 | Krvavec              | Parallelsprint |
| 2. | 13. Jan. 2018 | Pralognan-la-Vanoise | Classic        |
| 3. | 8. Feb. 2018  | Krvavec              | Parallelsprint |
| 4. | 26. Jan. 2019 | Pralognan-la-Vanoise | Classic        |
| 5. | 29. Jan. 2019 | Pra-Loup             | Classic        |
| 6. | 17. Feb. 2019 | Krvavec              | Classic Sprint |
| 7. | 29. Jan. 2020 | Samoëns              | Classic        |
| 8. | 30. Jan. 2020 | Samoëns              | Classic        |
| 9. | 31. Jan. 2020 | Samoëns              | Classic Sprint |

### Weltcup-Platzierungen
| Saison  | Gesamt | Gesamt | Classic | Classic | Classic Sprint | Classic Sprint | Parallelsprint | Parallelsprint | Riesenslalom | Riesenslalom |
| Saison  | Platz  | Punkte | Platz   | Punkte  | Platz          | Punkte         | Platz          | Punkte         | Platz        | Punkte       |
| ------- | ------ | ------ | ------- | ------- | -------------- | -------------- | -------------- | -------------- | ------------ | ------------ |
| 2013/14 | 34.    | 0052   | 38.     | 0016    | 32.            | 0036           | –              | –              | –            | –            |
| 2014/15 | 12.    | 0333   | 10.     | 0098    | 15.            | 0175           | 11.            | 0060           | –            | –            |
| 2015/16 | 04.    | 0781   | 04.     | 0125    | 04.            | 0426           | 04.            | 0230           | –            | –            |
| 2016/17 | 04.    | 1047   | 04.     | 0171    | 04.            | 0391           | 02.            | 0485           | –            | –            |
| 2017/18 | 04.    | 1180   | 01.     | 0270    | 04.            | 0585           | 06.            | 0325           | –            | –            |
| 2019    | 02.    | 0810   | 01.     | 0340    | 02.            | 0320           | 04.            | 0150           | –            | –            |
| 2020    | 01.    | 0587   | 01.     | 0200    | 03.            | 0327           | 03.            | 0060           | –            | –            |